# Olympische Sommerspiele 2000/Leichtathletik – 110 m Hürden (Männer)

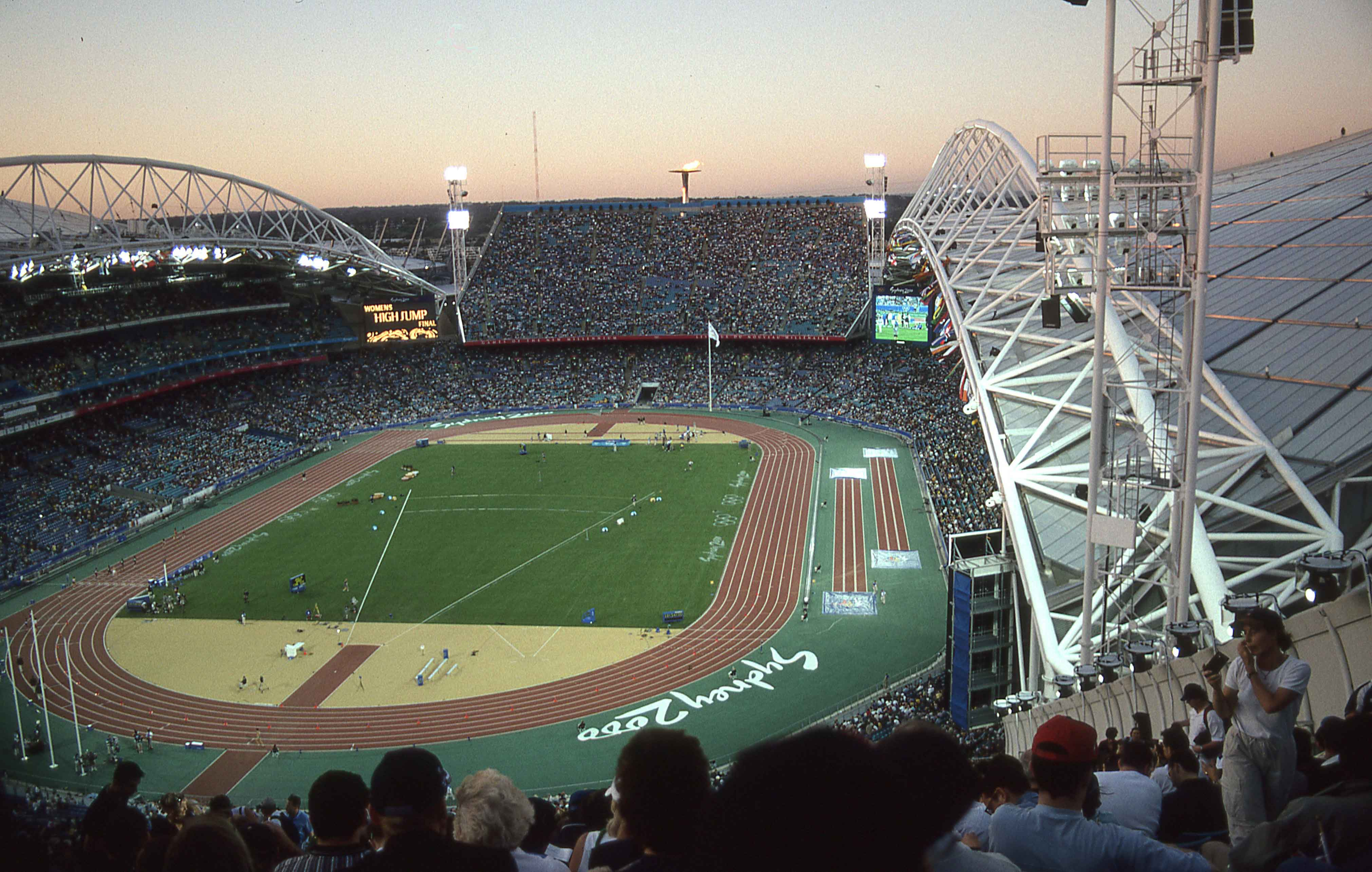
Das frühere ANZ Stadium von Sydney während der Olympischen Spiele 2000

Der 110-Meter-Hürdenlauf der Männer bei den Olympischen Spielen 2000 in Sydney wurde am 24. und 25. September 2000 im Stadium Australia ausgetragen. Sechzig Athleten nahmen teil.
Olympiasieger wurde der Kubaner Anier García. Er gewann vor den beiden US-Amerikanern Terrence Trammell und Mark Crear.
Für Deutschland gingen Falk Balzer, Ralf Leberer und Florian Schwarthoff an den Start. Leberer schied im Viertelfinale aus, Balzer im Halbfinale. Schwarthoff erreichte das Finale und belegte Rang sechs.

Elmar Lichtenegger aus Österreich scheiterte im Halbfinale.

Die beiden Schweizer Raphaël Monachon und Paolo Della Santa schieden in der Vorrunde aus.

Athleten aus Liechtenstein nahmen nicht teil.

## Aktuelle Titelträger
| Olympiasieger 1996                      | Allen Johnson ( USA)                       | 12,95 s | Atlanta 1996    |
| Weltmeister 1999                        | Colin Jackson ( Großbritannien)            | 13,04 s | Sevilla 1999    |
| Europameister 1998                      | Colin Jackson ( Großbritannien)            | 13,02 s | Budapest 1998   |
| Panamerikanischer Meister 1999          | Anier García ( Kuba)                       | 13,17 s | Winnipeg 1999   |
| Zentralamerika und Karibik-Meister 1999 | Steve Brown ( Trinidad und Tobago)         | 13,44 s | Bridgetown 1999 |
| Südamerika-Meister 1999                 | Luiz André Balcers ( Brasilien)            | 13,76 s | Bogotá 1999     |
| Asienmeiste 2000                        | Mubarak Ata Mubarak ( Saudi-Arabien)       | 14,02 s | Jakarta 2000    |
| Afrikameister 2000                      | Joseph-Berlioz Randriamihaja ( Madagaskar) | 13,99 s | Algier 2000     |
| Ozeanienmeister 2000                    | Joseph Rodan ( Fidschi)                    | 14,91 s | Adelaide 2000   |

## Rekorde

### Bestehende Rekorde
| Weltrekord         | 12,91 s | Colin Jackson ( Großbritannien) | Stuttgart, Deutschland | 20. August 1993 |
| Olympischer Rekord | 12,95 s | Allen Johnson ( USA)            | Finale OS Atlanta, USA | 29. Juli 1996   |

### Rekordverbesserungen
Der bestehende olympische Rekord wurde bei diesen Spielen nicht erreicht. Die schnellste Zeit erzielte der kubanische Olympiasieger Anier García mit 13,00 s bei einem Rückenwind von 0,6 m/s im Finale am 25. September. Den bestehenden Olympiarekord verfehlte er damit um fünf Hundertstelsekunden. Zum Weltrekord fehlten ihm neun Hundertstelsekunden.
Es wurden drei neue Landesrekorde aufgestellt:
- 13,33 s – Dudley Dorival (Polen), erster Vorlauf am 24. September bei einem Rückenwind von 0,4 m/s
- 15,65 s – Arlindo Pinheiro (São Tomé und Príncipe), sechster Vorlauf am 24. September bei einem Gegenwind von 0,8 m/s
- 13,99 s – Anier García (Kuba), Finale am 25. September bei einem Rückenwind von 0,6 m/s

## Vorrunde
Insgesamt wurden sechs Vorläufe absolviert. Für das Viertelfinale qualifizierten sich pro Lauf die ersten vier Athleten. Darüber hinaus kamen die acht Zeitschnellsten, die sogenannten Lucky Loser, weiter. Die direkt qualifizierten Läufer sind hellblau, die Lucky Loser hellgrün unterlegt.
Anmerkung: Alle Zeiten sind in Ortszeit Sydney (UTC+10) angegeben.

### Vorlauf 1
24. September 2000, 10:00 Uhr
Wind: −0,9 m/s
| Platz | Name               | Nation         | Zeit (s) | Anmerkung                                   |
| ----- | ------------------ | -------------- | -------- | ------------------------------------------- |
| 1     | Mark Crear         | USA            | 13,44    |                                             |
| 2     | Staņislavs Olijars | Lettland       | 13,56    |                                             |
| 3     | Kyle Vander Kuyp   | Australien     | 13,67    |                                             |
| 4     | Paul Sehzue        | Liberia        | 14,18    |                                             |
| 5     | Charles Allen      | Guyana         | 14,21    |                                             |
| 6     | Ralf Leberer       | Deutschland    | 56,74    | Wildcard wg. Behinderung durch Tony Jarrett |
| DNF   | Marcin Kuszewski   | Polen          |          |                                             |
| DSQ   | Tony Jarrett       | Großbritannien |          | IAAF Rule 163.3 – Bahnübertreten            |

### Vorlauf 2
24. September 2000, 10:08 Uhr
Wind: +0,4 m/s

| Platz | Name                | Nation              | Zeit (s) | Anmerkung                                            |
| ----- | ------------------- | ------------------- | -------- | ---------------------------------------------------- |
| 1     | Dudley Dorival      | Polen               | 13,33    | NR                                                   |
| 2     | Yoel Hernández      | Kuba                | 13,53    |                                                      |
| 3     | Shaun Bownes        | Südafrika           | 13,53    |                                                      |
| 4     | Falk Balzer         | Deutschland         | 13,67    |                                                      |
| 5     | Steve Brown         | Trinidad und Tobago | 13,92    |                                                      |
| 6     | Peter Coghlan       | Irland              | 14,03    |                                                      |
| 7     | Robert Foster       | Jamaika             | 14,33    |                                                      |
| DSQ   | Mubarak Ata Mubarak | Saudi-Arabien       |          | IAAF Rule 168.8 – Regelwidriges Überqueren der Hürde |

### Vorlauf 3
24. September 2000, 10:16 Uhr
Wind: +0,3 m/s
| Platz | Name             | Nation     | Zeit (s) |
| ----- | ---------------- | ---------- | -------- |
| 1     | Anier García     | Kuba       | 13,60    |
| 2     | Andrei Kislych   | Russland   | 13,77    |
| 3     | Balázs Kovács    | Ungarn     | 13,83    |
| 4     | Jean-Marc Grava  | Frankreich | 14,01    |
| 5     | Gabriel Burnett  | Barbados   | 14,23    |
| 6     | Raphaël Monachon | Schweiz    | 14,80    |
| DNF   | Schiwko Widenow  | Bulgarien  |          |

### Vorlauf 4
24. September 2000, 10:24 Uhr
Wind: −0,6 m/s

| Platz | Name                  | Nation                       | Zeit (s) |
| ----- | --------------------- | ---------------------------- | -------- |
| 1     | Florian Schwarthoff   | Deutschland                  | 13,55    |
| 2     | Robert Kronberg       | Schweden                     | 13,58    |
| 3     | Terrence Trammell     | USA                          | 13,59    |
| 4     | Emiliano Pizzoli      | Italien                      | 13,65    |
| 5     | Márcio Simão de Souza | Brasilien                    | 13,70    |
| 6     | Jeff Jackson          | Amerikanische Jungferninseln | 14,05    |
| 7     | Victor Houston        | Barbados                     | 14,06    |
| 8     | Paolo Della Santa     | Schweiz                      | 14,12    |

### Vorlauf 5
24. September 2000, 10:32 Uhr
Wind: +0,1 m/s
| Platz | Name                         | Nation         | Zeit (s) |
| ----- | ---------------------------- | -------------- | -------- |
| 1     | Allen Johnson                | USA            | 13,50    |
| 2     | Jewgeni Petschonkin          | Russland       | 13,56    |
| 3     | Jonathan N’Senga             | Belgien        | 13,57    |
| 4     | Elmar Lichtenegger           | Österreich     | 13,65    |
| 5     | Levente Csillag              | Ungarn         | 13,66    |
| 6     | Joseph-Berlioz Randriamihaja | Madagaskar     | 13,86    |
| 7     | Damien Greaves               | Großbritannien | 14,01    |

### Vorlauf 6
24. September 2000, 10:40 Uhr
Wind: −0,8 m/s

| Platz | Name                | Nation                | Zeit (s) | Anmerkung |
| ----- | ------------------- | --------------------- | -------- | --------- |
| 1     | Colin Jackson       | Großbritannien        | 13,38    |           |
| 2     | Tomasz Ścigaczewski | Polen                 | 13,53    |           |
| 3     | Andrea Giaconi      | Italien               | 13,62    |           |
| 4     | Adrian Woodley      | Kanada                | 13,71    |           |
| 5     | Satoru Tanigawa     | Japan                 | 13,74    |           |
| 6     | Arlindo Pinheiro    | São Tomé und Príncipe | 15,65    | NR        |
| DNS   | Robin Korving       | Niederlande           |          |           |
| DNS   | Igor Kováč          | Slowakei              |          |           |

## Viertelfinale
In den vier Viertelfinalläufen qualifizierten sich pro Lauf die ersten vier Athleten für das Halbfinale (hellblau unterlegt).

### Lauf 1

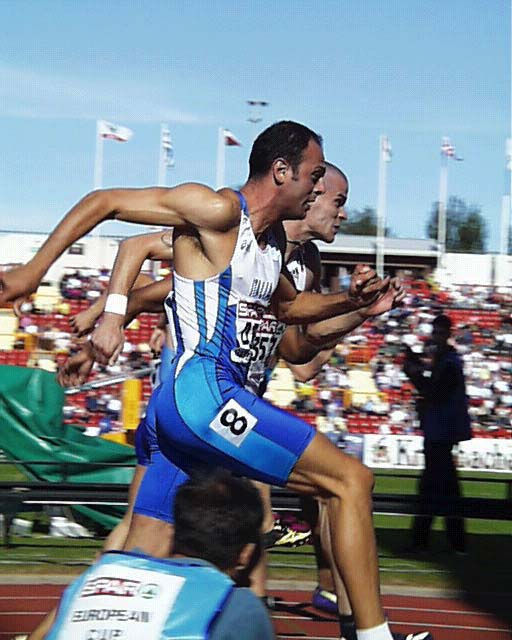
Emiliano Pizzoli (im Vordergrund) – erreichte als Fünfter des ersten Viertelfinals nicht das Semifinale

24. September 2000, 20:20 Uhr
Wind: +0,3 m/s
| Platz | Name                | Nation         | Zeit (s) |
| ----- | ------------------- | -------------- | -------- |
| 1     | Anier García        | Kuba           | 13,53    |
| 2     | Falk Balzer         | Deutschland    | 13,59    |
| 3     | Mark Crear          | USA            | 13,60    |
| 4     | Jewgeni Petschonkin | Russland       | 13,63    |
| 5     | Emiliano Pizzoli    | Italien        | 13,69    |
| 6     | Jonathan N’Senga    | Belgien        | 13,73    |
| 7     | Satoru Tanigawa     | Japan          | 13,94    |
| 8     | Damien Greaves      | Großbritannien | 14,08    |

### Lauf 2

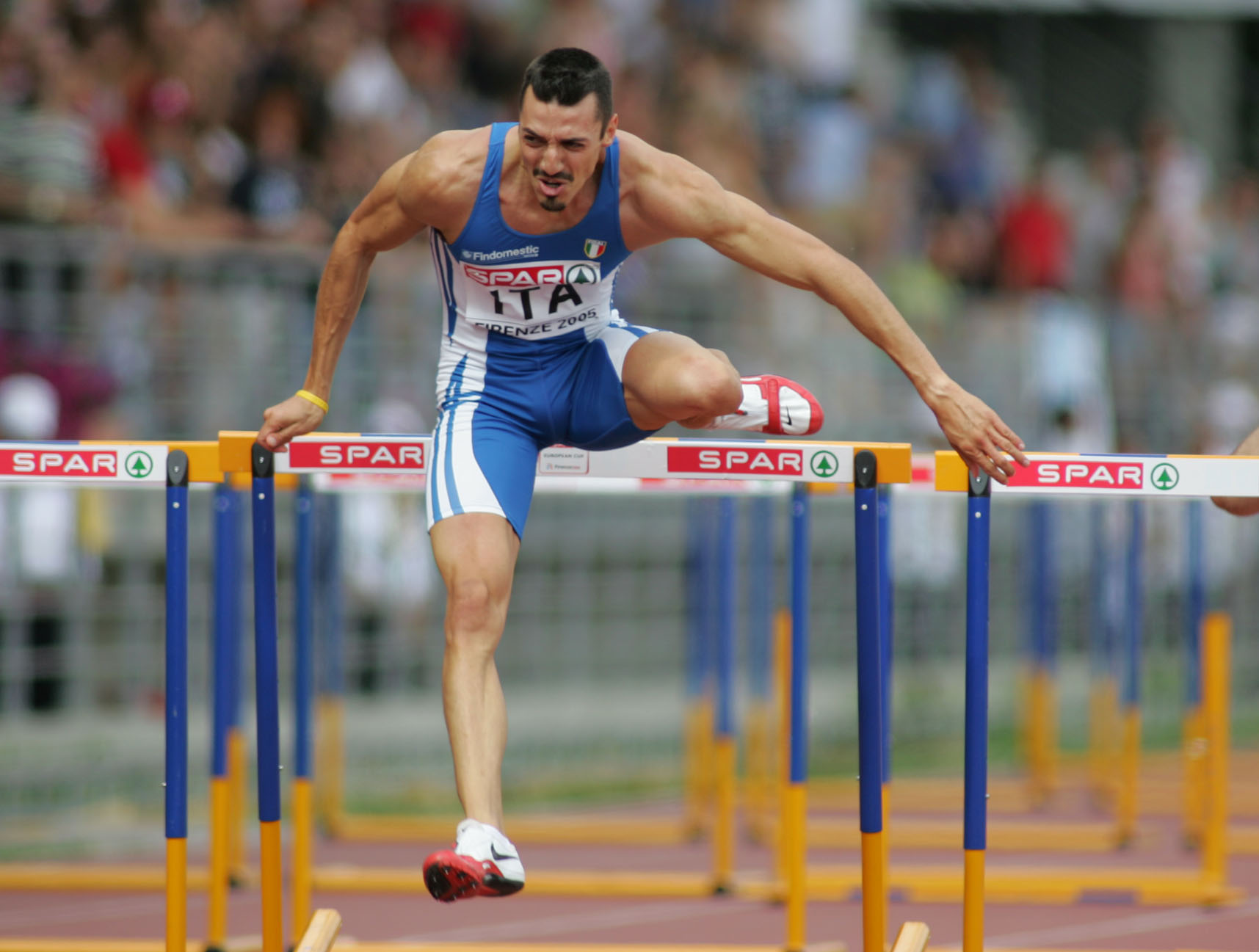
Andrea Giaconi – ausgeschieden als Siebter des zweiten Viertelfinals

24. September 2000, 20:28 Uhr
Wind: +0,5 m/s
| Platz | Name                | Nation                       | Zeit (s) |
| ----- | ------------------- | ---------------------------- | -------- |
| 1     | Dudley Dorival      | Haiti                        | 13,49    |
| 2     | Shaun Bownes        | Südafrika                    | 13,54    |
| 3     | Tomasz Ścigaczewski | Polen                        | 13,60    |
| 4     | Kyle Vander Kuyp    | Australien                   | 13,62    |
| 5     | Ralf Leberer        | Deutschland                  | 13,73    |
| 6     | Levente Csillag     | Ungarn                       | 13,75    |
| 7     | Andrea Giaconi      | Italien                      | 13,93    |
| 8     | Jeff Jackson        | Amerikanische Jungferninseln | 14,17    |
| 9     | Paul Sehzue         | Liberia                      | 14,37    |

### Lauf 3
24. September 2000, 20:36 Uhr
Wind: −0,6 m/s
| Platz | Name                         | Nation              | Zeit (s) |
| ----- | ---------------------------- | ------------------- | -------- |
| 1     | Florian Schwarthoff          | Deutschland         | 13,54    |
| 2     | Allen Johnson                | USA                 | 13,55    |
| 3     | Robert Kronberg              | Schweden            | 13,56    |
| 4     | Elmar Lichtenegger           | Österreich          | 13,73    |
| 5     | Andrei Kislych               | Russland            | 14,03    |
| 6     | Adrian Woodley               | Kanada              | 14,04    |
| 7     | Joseph-Berlioz Randriamihaja | Madagaskar          | 14,07    |
| 8     | Steve Brown                  | Trinidad und Tobago | 14,12    |

### Lauf 4
24. September 2000, 20:44 Uhr
Wind: +0,3 m/s
| Platz | Name                  | Nation         | Zeit (s) |
| ----- | --------------------- | -------------- | -------- |
| 1     | Colin Jackson         | Großbritannien | 13,27    |
| 2     | Terrence Trammell     | USA            | 13,29    |
| 3     | Staņislavs Olijars    | Lettland       | 13,34    |
| 4     | Yoel Hernández        | Kuba           | 13,40    |
| 5     | Márcio Simão de Souza | Brasilien      | 13,71    |
| 6     | Balázs Kovács         | Ungarn         | 13,78    |
| 7     | Peter Coghlan         | Irland         | 13,86    |
| 8     | Jean-Marc Grava       | Frankreich     | 14,47    |

## Halbfinale
Für das Finale qualifizierten sich in den beiden Läufen die jeweils ersten vier Läufer (hellblau unterlegt).

### Lauf 1

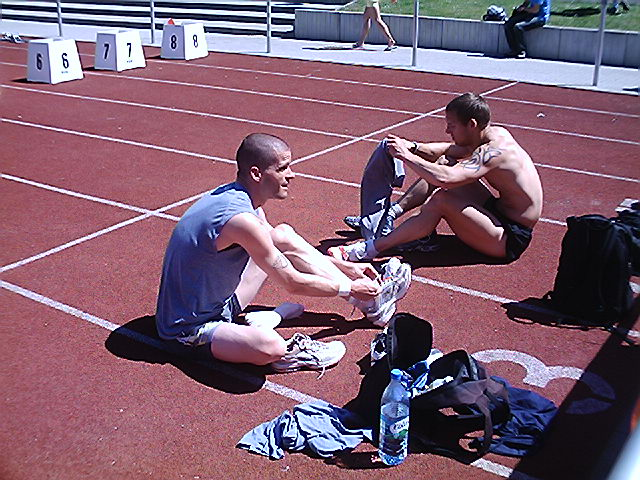
Falk Balzer (links) – ausgeschieden als Sechster des ersten Halbfinals

25. September 2000, 18:40 Uhr
Wind: +0,4 m/s
| Platz | Name                | Nation      | Zeit (s) |
| ----- | ------------------- | ----------- | -------- |
| 1     | Anier García        | Kuba        | 13,16    |
| 2     | Mark Crear          | USA         | 13,23    |
| 3     | Dudley Dorival      | Haiti       | 13,35    |
| 4     | Robert Kronberg     | Schweden    | 13,39    |
| 5     | Shaun Bownes        | Südafrika   | 13,41    |
| 6     | Falk Balzer         | Deutschland | 13,59    |
| 7     | Jewgeni Petschonkin | Russland    | 13,62    |
| 8     | Kyle Vander Kuyp    | Australien  | 13,62    |

### Lauf 2

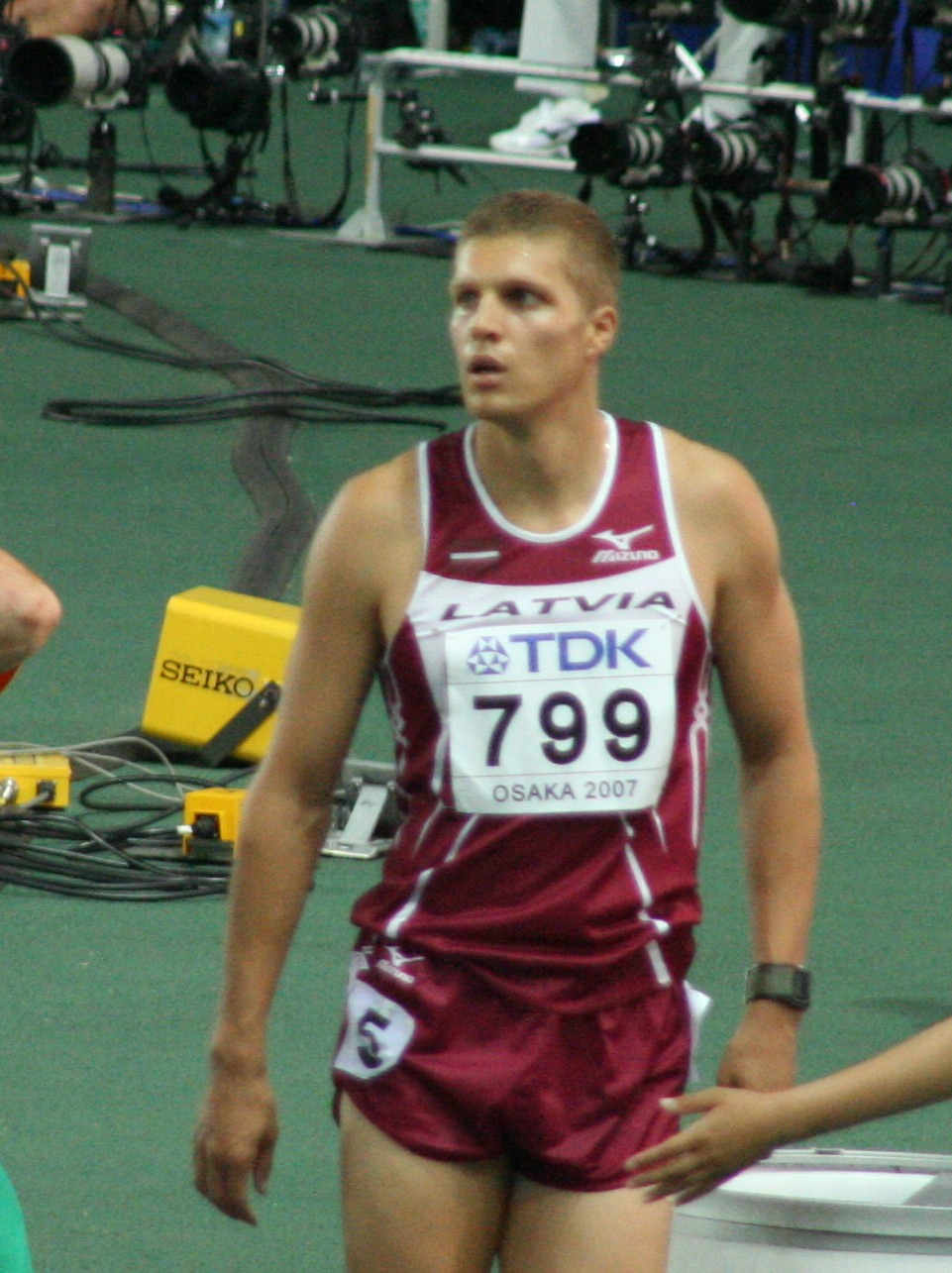
Staņislavs Olijars – ausgeschieden als Sechster des zweiten Halbfinals
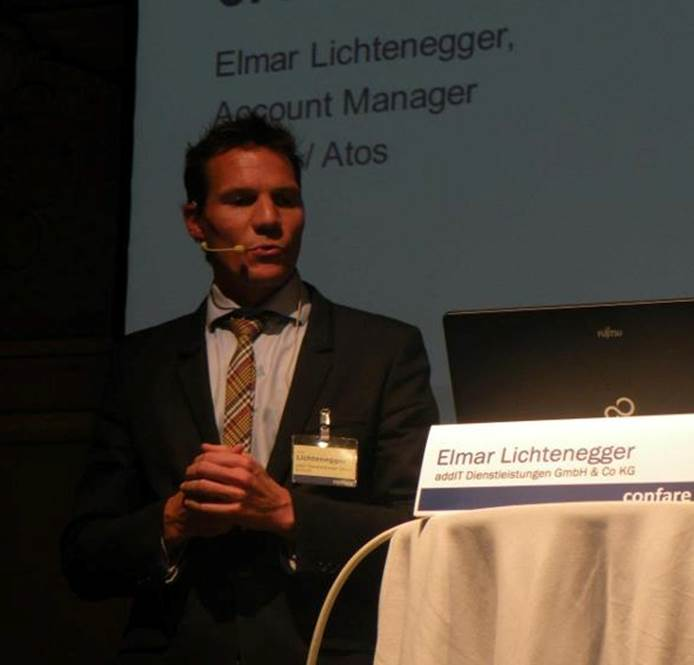
Elmar Lichtenegger (Foto: 2013) – ausgeschieden als Achter des zweiten Halbfinals

25. September 2000, 18:48 Uhr
Wind: +0,1 m/s
| Platz | Name                | Nation         | Zeit (s) |
| ----- | ------------------- | -------------- | -------- |
| 1     | Terrence Trammell   | USA            | 13,32    |
| 2     | Allen Johnson       | USA            | 13,33    |
| 3     | Colin Jackson       | Großbritannien | 13,34    |
| 4     | Florian Schwarthoff | Deutschland    | 13,39    |
| 5     | Yoel Hernández      | Kuba           | 13,41    |
| 6     | Staņislavs Olijars  | Lettland       | 13,50    |
| 7     | Tomasz Ścigaczewski | Polen          | 13,51    |
| 8     | Elmar Lichtenegger  | Österreich     | 13,59    |

## Finale
25. September 2000, 20:40 Uhr
Wind: +0,6 m/s
| Platz | Name                | Nation         | Zeit (s) | Anmerkung |
| ----- | ------------------- | -------------- | -------- | --------- |
| 1     | Anier García        | Kuba           | 13,00    | NR        |
| 2     | Terrence Trammell   | USA            | 13,16    |           |
| 3     | Mark Crear          | USA            | 13,22    |           |
| 4     | Allen Johnson       | USA            | 13,23    |           |
| 5     | Colin Jackson       | Großbritannien | 13,28    |           |
| 6     | Florian Schwarthoff | Deutschland    | 13,42    |           |
| 7     | Dudley Dorival      | Haiti          | 13,49    |           |
| 8     | Robert Kronberg     | Schweden       | 13,61    |           |

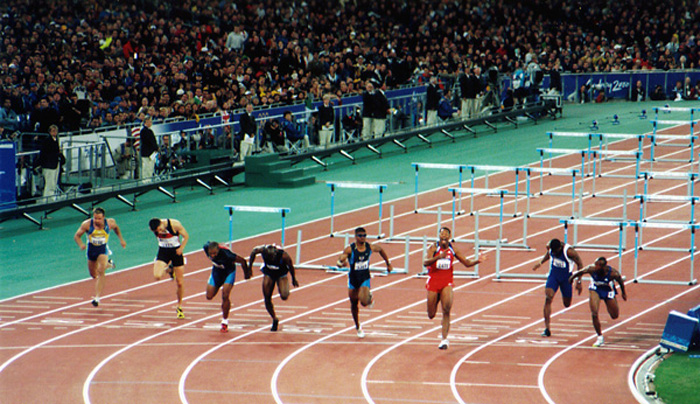
Zieleinlauf des Finals:
Bahn 1: Colin Jackson / B. 2: Dudley Dorival / B. 3: Anier García /
B. 4: Terrence Trammell / B. 5: Allen Johnson / B. 6: Mark Crear /
B. 7: Florian Schwarthoff / B. 8: Robert Kronberg

Für das Finale hatten sich alle drei US-Amerikaner qualifiziert. Komplettiert wurde das Finalfeld durch je einen Starter aus Deutschland, Haiti, Kuba, Schweden und Großbritannien.
Hier war ein erlesenes Feld im Finale versammelt. Aufeinander trafen die Weltmeister der letzten vier Jahre, der US-Läufer Allen Johnson – 1996 auch Olympiasieger – und der Brite Colin Jackson – amtierender Weltmeister, Vizeweltmeister Anier García aus Kuba, der Silbermedaillengewinner von 1996 Mark Crear aus den USA und der Bronzemedaillengewinner von 1996 Florian Schwarthoff aus Deutschland. Zum Favoritenkreis gehörte auch der dritte US-Amerikaner Terrence Trammell.
Bis zur Hälfte ging es äußerst eng zu in diesem Finale. Das Läuferfeld lag fast auf einer Linie. Dann jedoch löste sich García immer deutlicher von seinen Konkurrenten und gewann das Rennen in 13,00 s. Sein Vorsprung auf den Silbermedaillengewinner Terrence Trammell fiel mit sechzehn Hundertstelsekunden ziemlich komfortabel aus. Mark Crear gewann Bronze und konnte Johnson um eine Hundertstelsekunde auf Platz vier verweisen. Colin Jackson, der in seinem Rennen mehrere Hürden umstieß, wurde Fünfter vor Florian Schwarthoff.
Anier García war der erste kubanische Olympiasieger in dieser Disziplin.

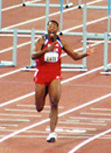
Olympiasieger Anier García
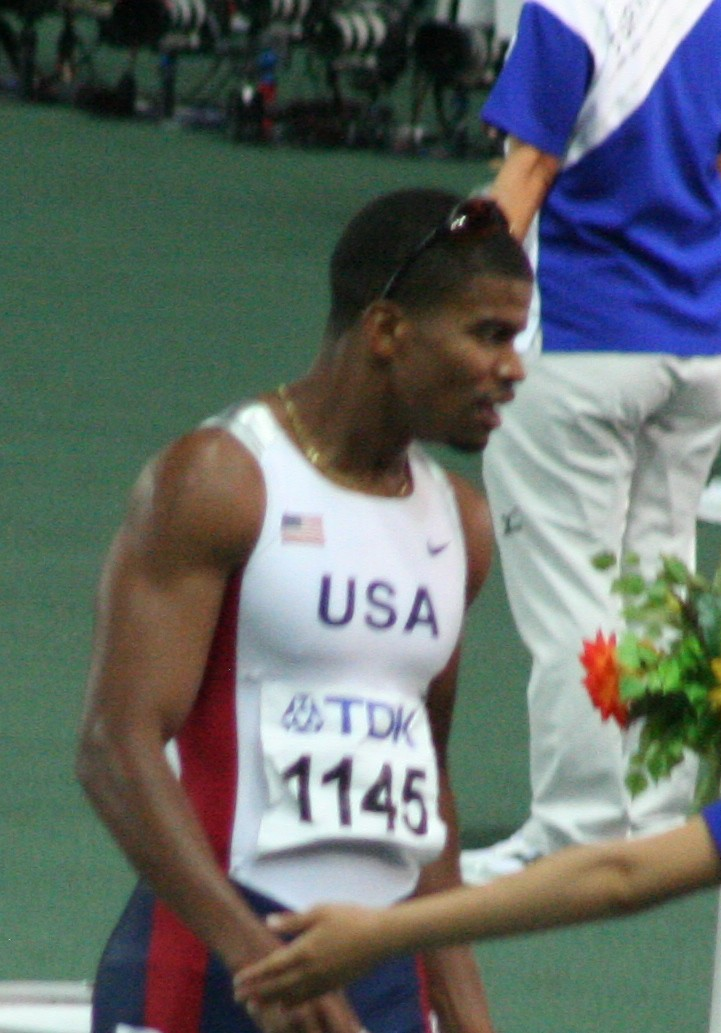
Silbermedaillengewinner Terrence Trammell
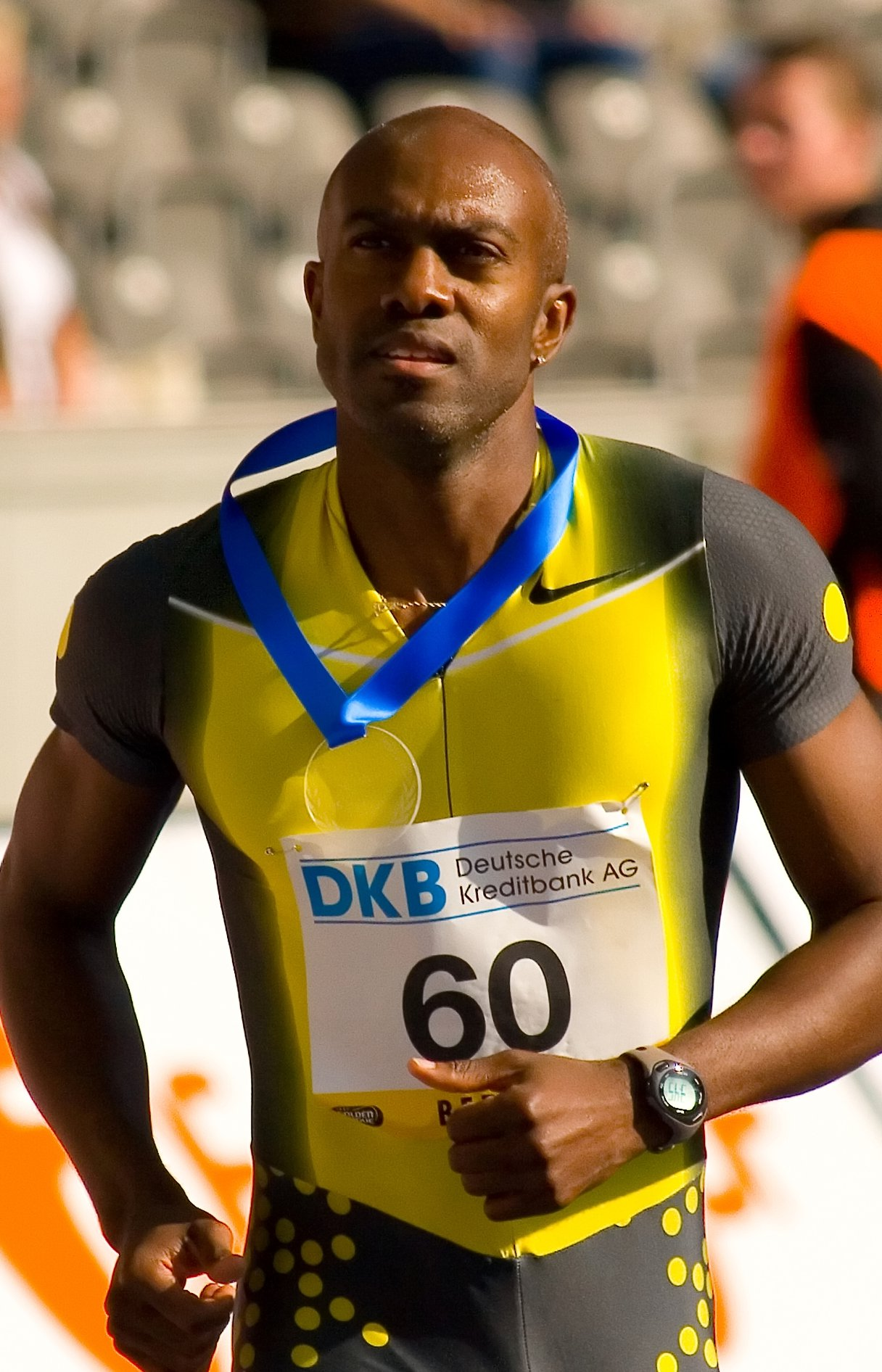
Der Olympiavierte Allen Johnson

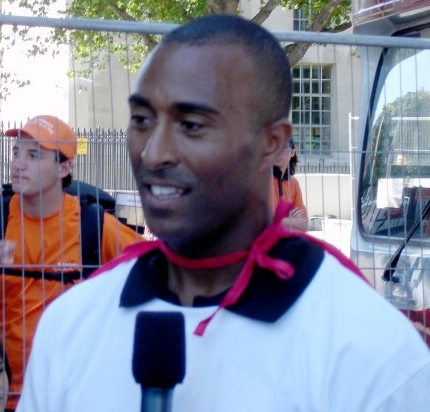
Colin Jackson belegte im Finale Rang fünf
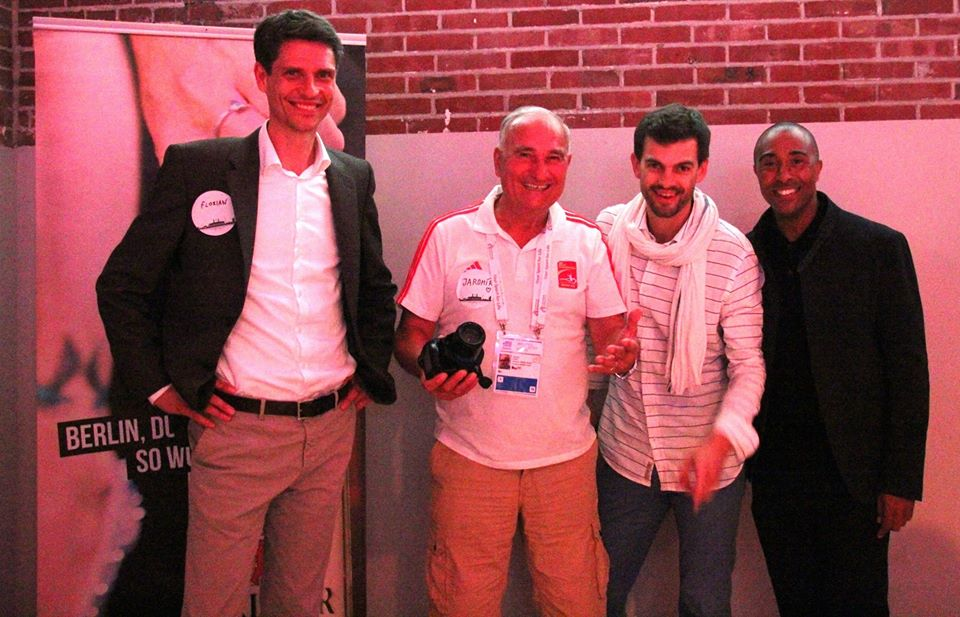
Florian Schwarthoff (ganz links, im Jahr 2016) erreichte Platz sechs
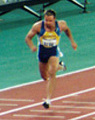
Rang acht für Robert Kronberg

## Video
- 2000 Olympics Men's 110m Hurdles, youtube.com, abgerufen am 28. Januar 2022